# Legion d'onore
L'Ordine nazionale della Legion d'onore (in francese Ordre national de la Légion d'honneur) è la più alta onorificenza conferita dallo Stato francese.
Si tratta di un ordine cavalleresco istituito il 19 maggio 1802 da Napoleone Bonaparte per rimpiazzare e integrare vecchi ordini reali preesistenti  che passò in seguito alla Repubblica.

## Storia
L'ordine rimpiazzò gli antichi Ordini di Saint Michel, Spirito Santo, San Luigi, San Lazzaro e Monte Carmelo. L'ordine è conferito a donne e uomini, sia cittadini francesi sia stranieri, per meriti straordinari nella vita militare e civile. In pratica, nell'uso corrente, l'ordine è conferito, oltre che a militari, anche a imprenditori di alto livello, impiegati di alto livello della pubblica amministrazione francese, campioni sportivi, artisti, come pure a persone che hanno collegamenti con la parte più alta del potere esecutivo.

### Il consolato
Con la Rivoluzione francese tutti gli ordini cavallereschi vennero aboliti. Fu Napoleone Bonaparte, allora primo console e de facto unico governante della Francia post rivoluzionaria, a voler creare una ricompensa per premiare civili e militari e per sua volontà venne pertanto istituita la Légion d'honneur, una corporazione di persone che non era un ordine cavalleresco vero e proprio, in quanto la Francia non voleva tornare a un sistema di nuova nobiltà: esso era unicamente il riconoscimento di un merito militare o sociale. La Legion d'onore venne ad ogni modo utilizzata al pari di un ordine cavalleresco prerivoluzionario, sostituendo nello specifico l'Ordine di San Luigi, di cui riprendeva anche il nastro rosso indossato.

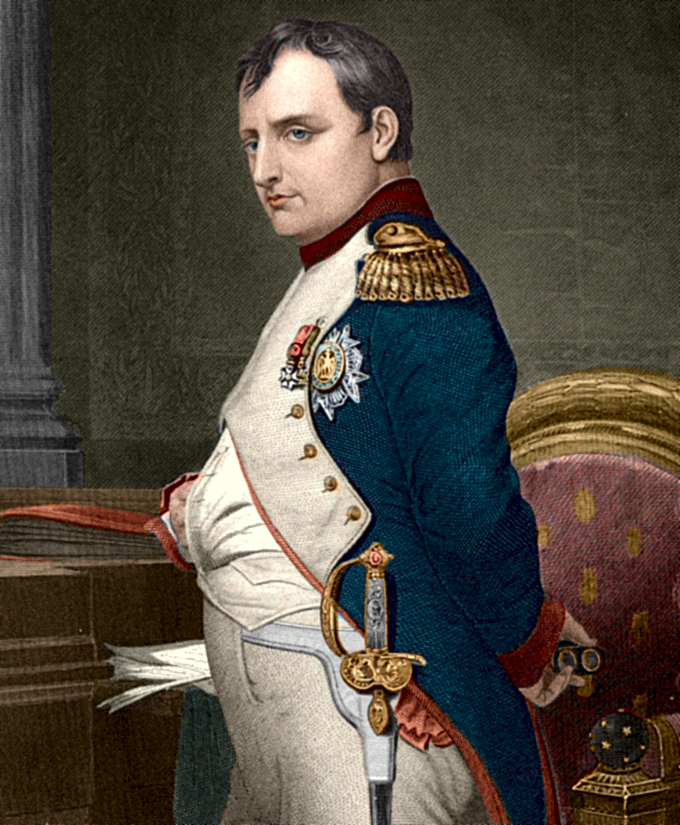
Napoleone, da imperatore, utilizzò spesso sulla propria divisa la gran croce dell'Ordine della Legion d'onore

Le Légion era organizzata sul modello della Legione romana, con un'organizzazione in legionari, ufficiali, comandanti, coorti regionali e un gran consiglio a capo. Ogni insignito riceveva uno stipendio fissato come segue:
- 5 000 franchi per un grand officier,
- 2 000 franchi per un commandant,
- 1 000 franchi per un officier,
- 250 franchi per un légionnaire.

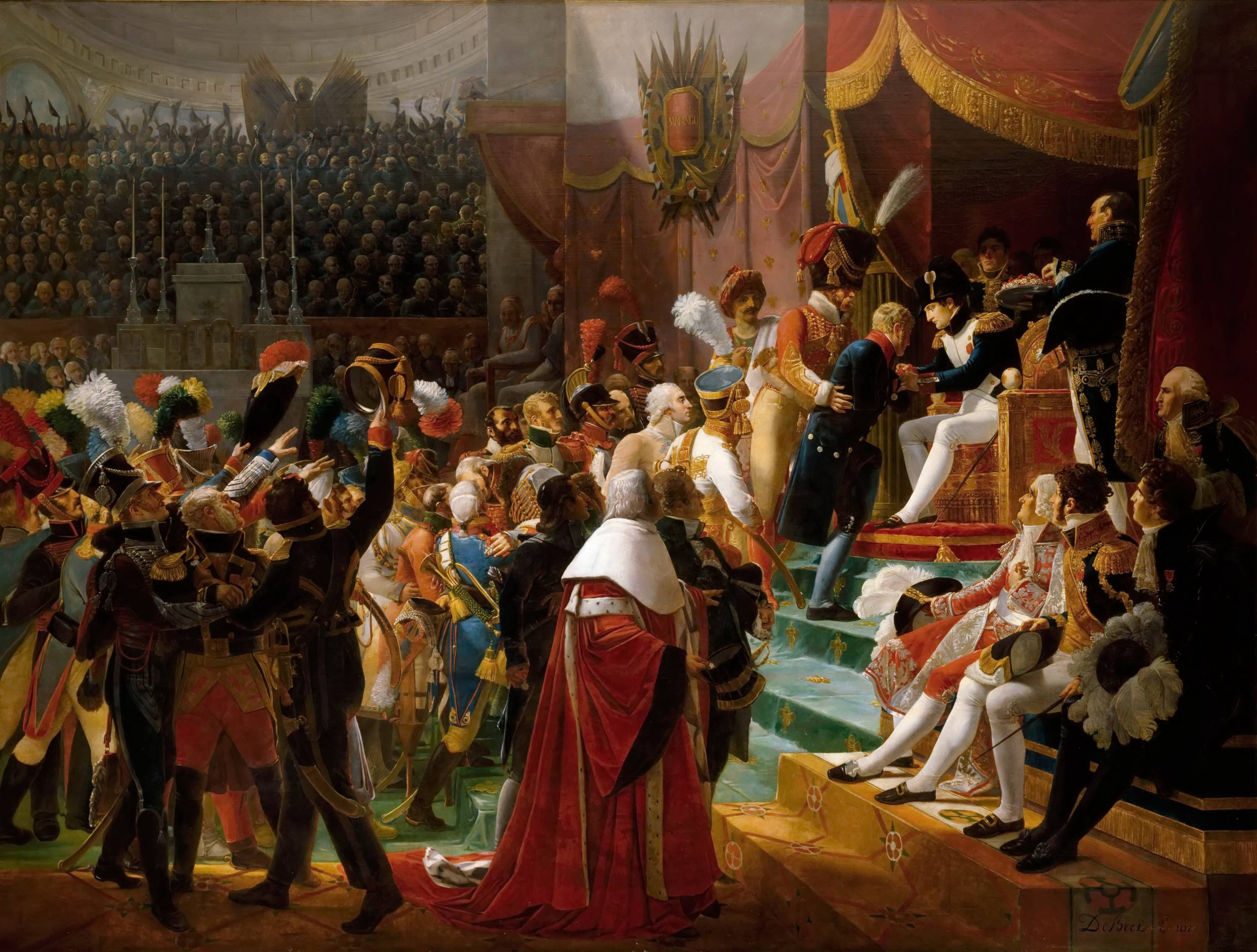
Le prime ammissioni nell'Ordine della Legion d'onore, il 15 luglio 1804, a Saint-Louis des Invalides, in un quadro di Jean-Baptiste Debret (1812)

Secondo alcune fonti, Napoleone dichiarò: On appelle ça des hochets, je sais, on l'a dit déjà. Et bien, j'ai répondu que c'est avec des hochets que l'on mène les hommes. ("Li chiamano ciucciotti, lo so e me lo hanno già detto. Ebbene, ho risposto che è con dei ciucciotti che si comandano gli uomini").
L'ordine fu di fatto la prima onorificenza al merito, dal momento che gli ordini monarchici solitamente comprendevano delle limitazioni di religione o condizione sociale, mentre la Legion d'onore era conferita senza alcuna distinzione sociale, contando esclusivamente il valore e i meriti personali. Le insegne dei precedenti ordini, inoltre, avevano spesso la forma della croce cristiana, mentre la Légion, come istituzione secolare e per venire incontro alle esigenze di una multietnicità di distribuzione, venne creata con la forma della croce di Malta a cinque braccia.

### Il primo impero

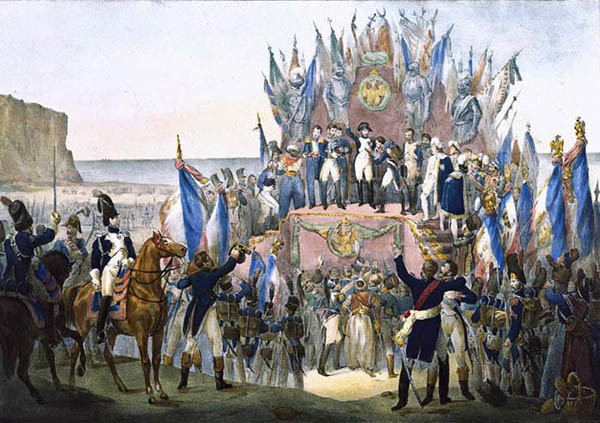
Seconda assegnazione delle Légion d'honneur, il 16 agosto 1804 al parco di Boulogne

Con un decreto pubblicato il 10 piovoso dell'anno XIII (30 gennaio 1805), venne istituita per la Legion d'onore la grand decoration. Questa decorazione, consistente in una croce di Malta su una grande fascia e completata da una placca da petto in argento, venne conosciuta col nome di grand aigle e, sul finire del 1814, ottenne il nome di grand cordon. Con la proclamazione dell'Impero francese nel 1805 e il ristabilimento della nobiltà nel 1808, il conferimento della Legion d'onore diede anche diritto a portare il titolo di "cavaliere dell'Impero" (chevalier de l'empire), titolo che diveniva ereditario se l'insignito poteva vantare una rendita di almeno 3 000 franchi.
Napoleone consegnò 15 collari della Legion d'onore anche tra i suoi uomini di fiducia e tra gli alti ministri dell'Impero, ma questa classe venne abolita a partire dal 1815.
Anche se la perdita degli archivi di questo periodo ha reso difficile effettuare ricerche, si è potuto stabilire che almeno tre donne che combatterono con le armate di Napoleone ricevettero la Legion d'onore: Virginie Ghesquière, Marie-Jeanne Schellinck e una monaca, suor Anne Biget.
La Legion d'onore divenne una vera e propria caratteristica dell'Impero napoleonico, partendo dallo stesso Bonaparte che era solito indossarla sulla propria divisa, e divenne la decorazione più popolare della sua epoca e di tutti i tempi in generale.

#### Elenco degli insigniti delGrand Aigle
- Napoleone Bonaparte
- Napoleone II di Francia
- Giuseppe Bonaparte
- Luigi Bonaparte
- Girolamo Bonaparte
- Joseph Fesch
- Eugenio di Beauharnais
- Gioacchino Murat
- Camillo Filippo Ludovico Borghese
- Felice Baciocchi
- Jean-Jacques Régis de Cambacérès
- Charles-François Lebrun
- Charles Maurice de Talleyrand-Périgord
- Louis Alexandre Berthier
- Napoleone III di Francia
- Jean Rapp
- Jean Lannes
- Nicolas Charles Oudinot

### La restaurazione dei re borbonici nel 1814

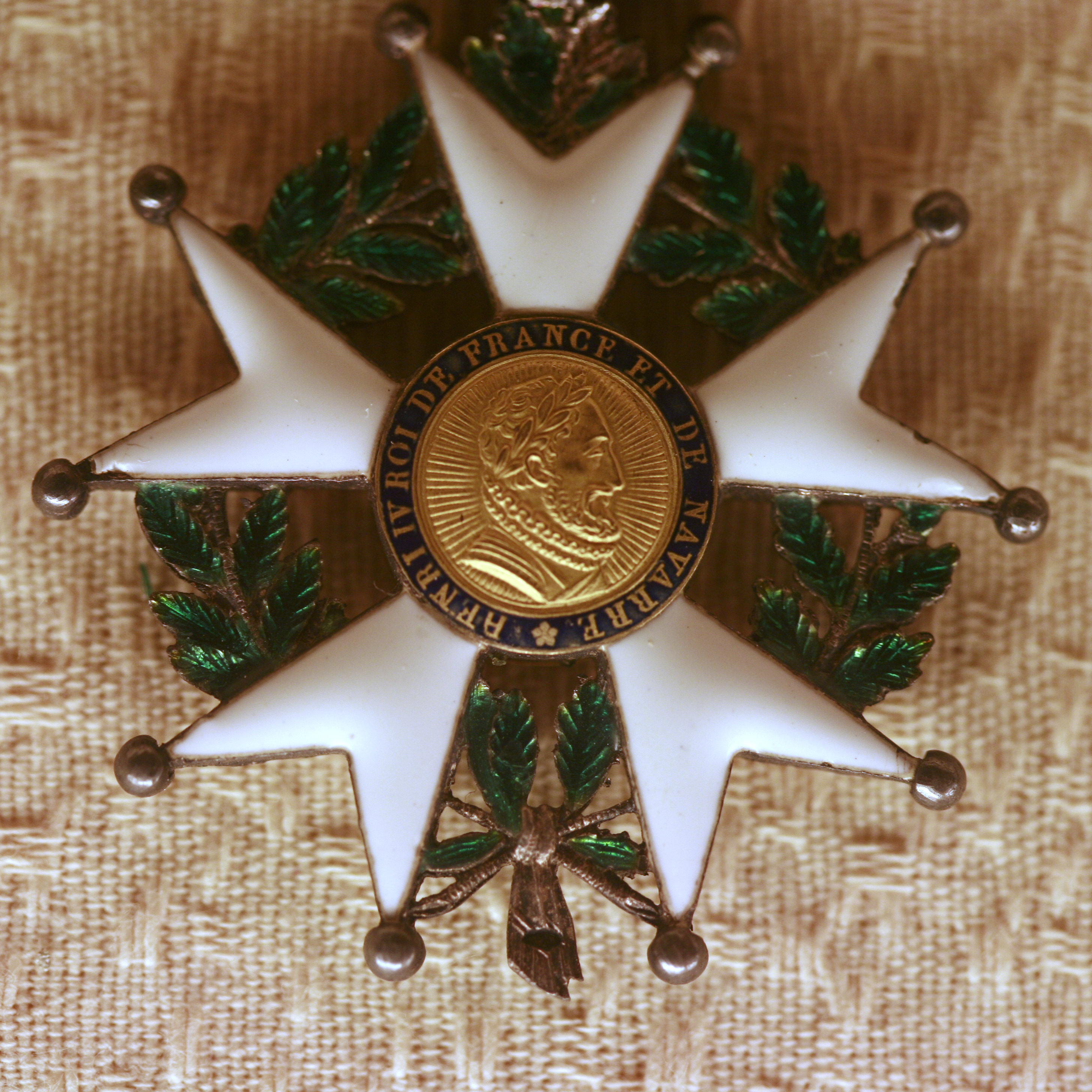
Insegna della legion d'onore con il volto di Enrico IV

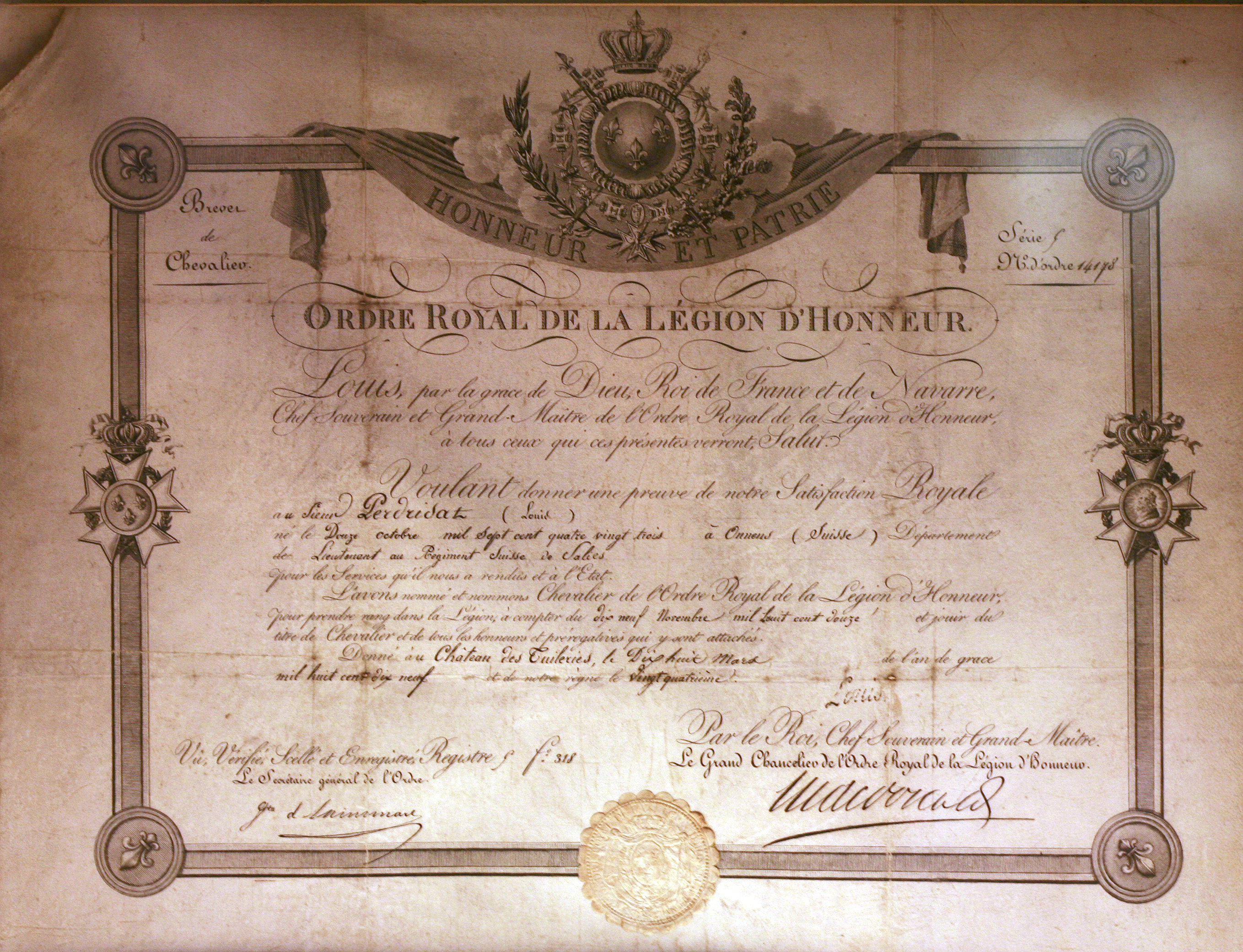
Certificato di ammissione che accompagnava il conferimento della decorazione

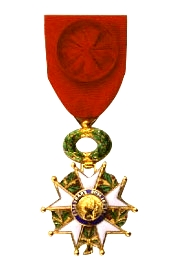
Croce da ufficiale dell'Ordine della Legion d'onore (versione repubblicana)

Luigi XVIII di Francia, una volta restaurato sul trono alla caduta del governo napoleonico, cambiò le fattezze della Legion d'onore in alcuni particolari, ma essa non venne abolita come decorazione, data la sua importanza e la sua popolarità. L'immagine del profilo di Napoleone che campeggiava in centro alla medaglia sul diritto e l'aquila imperiale sul retro vennero rimosse e rimpiazzate con l'immagine del re Enrico IV, il primo re della dinastia dei Borboni di Francia. Sul retro si trovavano ora i tre gigli borbonici (fleur-de-lys). La corona reale, inoltre, andò a rimpiazzare quella imperiale. Nel 1816 la carica di grand cordon venne sostituita dalla classica Gran Croce e i légionnaires divennero ufficialmente "cavalieri", mentre i commandeurs divennero "commendatori". La Legion d'onore divenne però il secondo ordine di cavalleria francese per importanza, venendo rimpiazzato al primo posto dal restaurato Ordine dello Spirito Santo.

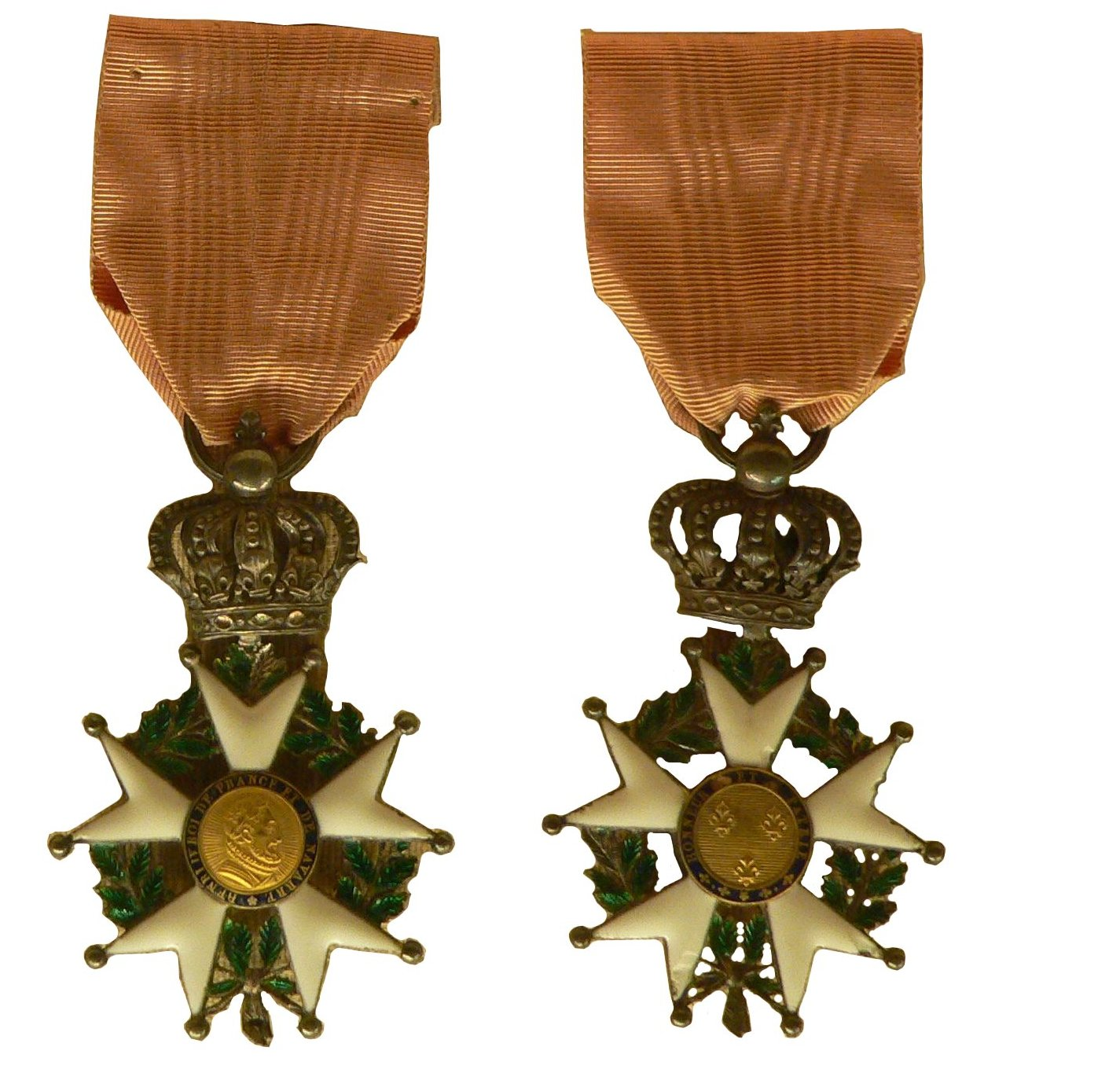
Croce da Ufficiale dell'Ordine della Legion d'Onore (versione regia)

### La monarchia di luglio
Il primo monarca costituzionale francese, re Luigi Filippo della casata di Orléans, restaurò la decorazione dell'Ordine della Legion d'Onore nel 1830 come una decorazione vera e propria della nazione francese, il che alterò decisamente ancora una volta le decorazioni stesse. I gigli borbonici vennero sostituiti da bandiere tricolori incrociate, a rappresentare proprio lo spirito per cui la decorazione era nata. Luigi Filippo ridonò alla decorazione anche la sua posizione originaria, abolendo tutti gli altri ordini cavallereschi monarchici e lasciando come unica decorazione la Legion d'onore. Nel 1847 gli insigniti comprendevano circa 47 000 membri.

### La seconda repubblica francese
Dopo l'ennesima rivolta di Parigi nel 1848, la nuova repubblica francese stabilì un cambiamento nel disegno della Legion d'Onore. Un nipote dell'originario fondatore, Luigi Napoleone Bonaparte, venne eletto presidente e si preoccupò di riporre subito l'immagine di Napoleone su tutte le decorazioni. Nel 1852 abbiamo inoltre la prima notizia di una donna ufficialmente insignita dell'Ordine secondo i registri, Angélique Duchemin, una vecchia rivoluzionaria che aveva preso parte nel 1789 alle rivolte contro la monarchia. In quello stesso 1852, inoltre, Luigi Napoleone Bonaparte con un colpo di Stato si proclamò imperatore con il nome di Napoleone III: la decorazione era ormai pronta a conoscere un nuovo periodo di splendore.

### Il secondo impero
Durante questo periodo la decorazione venne mutata ulteriormente con l'aggiunta della corona imperiale al già mutato disegno della Legion d'onore della seconda repubblica. Napoleone III sfruttò come il suo augusto predecessore la decorazione per ricompensare in particolare i militari, in special modo durante la guerra di Crimea e nel corso della campagna per la guerra d'indipendenza italiana, conferendo la decorazione anche a molti algerini, in quanto nel 1830 l'Algeria era stata ufficialmente annessa all'impero coloniale francese. Durante il regno di Napoleone III, inoltre, venne decorato il primo statunitense, il dottor Thomas Wiltberger Evans, dentista dell'imperatore.

### La terza repubblica francese
Nel 1870 la sconfitta delle armate francesi nel corso della guerra franco-prussiana portò alla Terza Repubblica francese. Nuovi cambiamenti spettarono anche alla decorazione della Legion d'onore: la corona imperiale venne rimpiazzata da una corona d'alloro. Nel 1871, durante la Comune di Parigi, l'Hôtel de Salm, sede storica della Legione, venne incendiato e raso al suolo durante gli scontri e gran parte degli archivi andarono perduti.
Durante la prima guerra mondiale vennero insignite circa 55 000 persone, di cui 20 000 erano straniere. Il gran numero di conferimenti pervenne innanzitutto da un decreto di conferimento postumo, autorizzato nel 1918, dal momento che tradizionalmente questa pratica era vietata.

### Composizione attuale

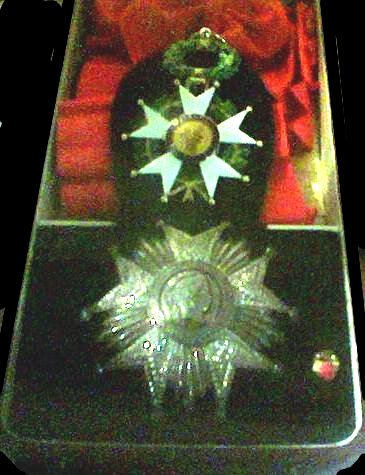
Distintivo da Grand'Ufficiale attualmente in uso

Il presidente della repubblica francese è il gran maestro dell'Ordine e nomina i nuovi membri, suggeriti per convenzione dal governo. I membri più importanti sono il Cancelliere e il Segretario generale.
L'Ordine prevede per statuto una quota massima di 75 commendatori di gran croce, 250 grand'ufficiali, 1 500 commendatori, 10 000 ufficiali e 113 425 cavalieri. Al 2000 la composizione dell'ordine era: 61 commendatori di gran croce, 321 grand'ufficiali, 3 626 commendatori, 22 401 ufficiali e 87 371 cavalieri. I veterani della seconda guerra mondiale, i militari francesi che hanno partecipato alla campagna del Nordafrica e ad altre campagne, come pure i militari scomparsi, sono considerati extra quota.
Nel 1998 tutti i veterani della prima guerra mondiale di qualunque nazione che avevano combattuto sul suolo francese furono nominati cavalieri, se già non lo erano, come parte delle celebrazioni dell'ottantesimo anniversario della fine della guerra. Nel dicembre 2004, in occasione del suo centodecimo compleanno, il soldato francese Franklin Flocquet, che era anche il più vecchio sopravvissuto alla guerra, è stato promosso a ufficiale.
I membri condannati per gravi crimini sono dimessi de jure dall'ordine. I membri condannati per crimini meno severi possono essere allontanati.
Indossare la decorazione della Legion d'onore senza averne i titoli è considerata un'offesa.

## Classi
L'ordine è attualmente articolato su cinque classi e un titolo onorifico:
- grand maître (gran maestro), titolo onorifico spettante al Presidente della Repubblica francese
- grand-croix (gran croce)
- grand officier (grand'ufficiale)
- commandeur (commendatore), precedentemente commandant
- officier (ufficiale)
- chevalier (cavaliere), precedentemente légionnaire

Il motto dell'ordine è «Honneur et patrie» («Onore e patria»).
|           |           |              |                 |            |
| Medaglie  |           |              |                 |            |
|           |           |              |                 |            |
| Nastri    |           |              |                 |            |
| Cavaliere | Ufficiale | Commendatore | Grand'Ufficiale | Gran Croce |

## Insegne
L'attuale insegna della Legion d'onore, in uso dal 1951, è composta da una croce patente biforcata a cinque bracci smaltati in bianco, raccordati da un serto di foglie di alloro e di quercia smaltato di verde e fruttato di rosso, sospesa al nastro di gros grain rosso da un altro serto di foglie di alloro e quercia anche esso smaltato di verde e fruttato di rosso, il tutto in metallo dorato (argentato per i cavalieri). Al centro dei bracci è un medaglione in metallo dorato con al diritto una rappresentazione in bassorilievo della Marianne, circondata dalla dicitura "République Francaise" dorata su smalto blu e con al rovescio una bandiera ed uno stendardo francesi incrociati e smaltati di blu, bianco e rosso, circondati dalla dicitura "Honneur et Patrie" e due fronde d'alloro legate da una stella in metallo dorato su smalto blu.
L'insegna è indossata dai Cavalieri sospesa al nastro appuntato alla parte sinistra del petto, dagli Ufficiali allo stesso modo ma con il nastro ornato di una rosetta, e a collare dai Commendatori. I Grandi ufficiali indossano l'insegna come gli Ufficiali, accompagnata da una placca in metallo argentato senza smalti appuntata sulla parte destra del costato, riproducente il diritto dell'insegna con le fronde d'alloro e di quercia sostituite da un insieme di raggi che si irradiano dal centro fra i bracci e con la dicitura modificata in "République Francaise - Honneur et Patrie". I Cavalieri di gran croce indossano l'insegna, realizzata in dimensioni maggiorate, sospesa ad una fascia drappeggiata dalla spalla destra al fianco sinistro, accompagnata da una placca appuntata sulla parte sinistra del petto analoga a quella dei Grandi ufficiali ma realizzata in metallo dorato. Il Gran maestro indossa l'insegna, in dimensioni maggiorate, sospesa ad un collare di maglie dorate ornate di placchette riproducenti i simboli delle varie categorie d'armi, delle arti e delle scienze per le quali la Legion d' Honneur viene solitamente conferita.
Le insegne complete vanno indossate solo in occasioni cerimoniali, e vengono sostituite nella altre circostanze dal nastrino sull'uniforme ordinaria per i militari o dalla rosetta all'occhiello dell'abito da città per i civili.
Nella storia le insegne della Legion d'Honneur hanno subito numerose alterazioni, riflettendo i mutamenti istituzionali. Le differenze rispetto alla versione attuale dell'insegna sono state le seguenti:
- Modello Imperiale, I tipo (1802-1814). Al diritto il profilo dell'imperatore Napoleone I con la dicitura "Napoleon Emp(ereur) des Francais". Al rovescio l'aquila imperiale. Il tutto sospeso al nastro da una corona imperiale (si conoscono tre successive varianti nella foggia della corona).
- Modello monarchico, I tipo (1815-1816). Al diritto il profilo in bassorilievo del re Enrico IV di Borbone con la dicitura "Henry IV Roi de France et de Navarre". Al rovescio tre gigli. Il tutto sospeso al nastro da una corona reale con gigli.
- Modello monarchico, II tipo (1830-1848). Idem, ma al rovescio la bandiera e lo stendardo francesi incrociati.
- Modello repubblicano, I tipo (1848-1851). Al diritto il profilo dell'imperatore Napoleone I con la dicitura "Bonaparte Premier Consul 19 Mai 1802". Al rovescio la dicitura "Honneur er Patrie" viene spostata tra la bandiera e lo stendardo incrociati, e sostituita dalla dicitura "Republique Francaise". Il tutto sospeso direttamente al nastro, eliminando la corona.
- Modello repubblicano, II tipo (1851-1852). Idem, ma al rovescio l'aquila imperiale. Il tutto sospeso al nastro da una corona imperiale.
- Modello Imperiale, II tipo (1852-1870). Come il Modello Imperiale I tipo, ma Il tutto sospeso al nastro da una corona imperiale di nuovo tipo, ornata di aquile imperiali.
- Modello repubblicano, III tipo (1870-1951). Come il modello attuale, ma con la data "1870" aggiunta alla dicitura sul diritto.

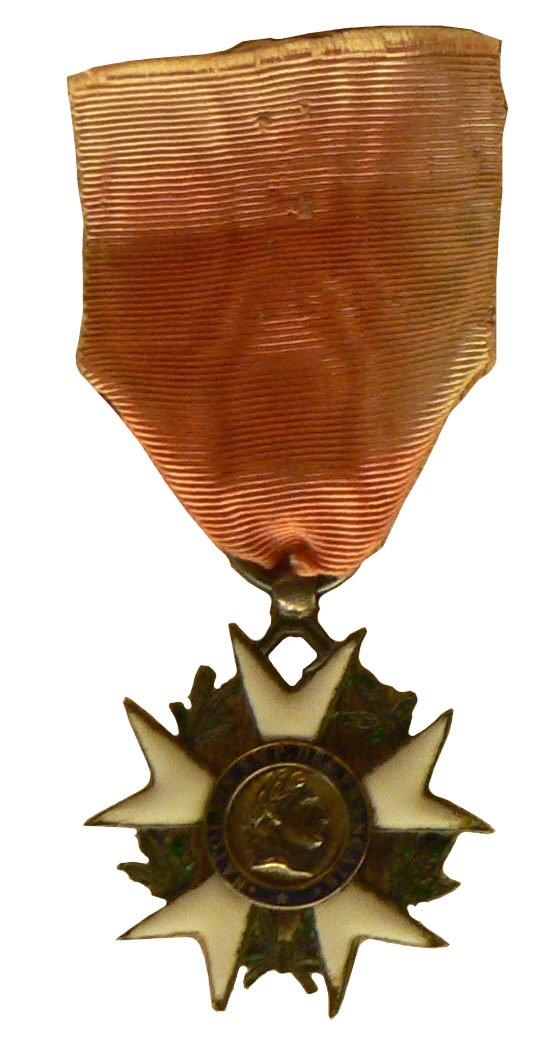
Legionario originale (1804)
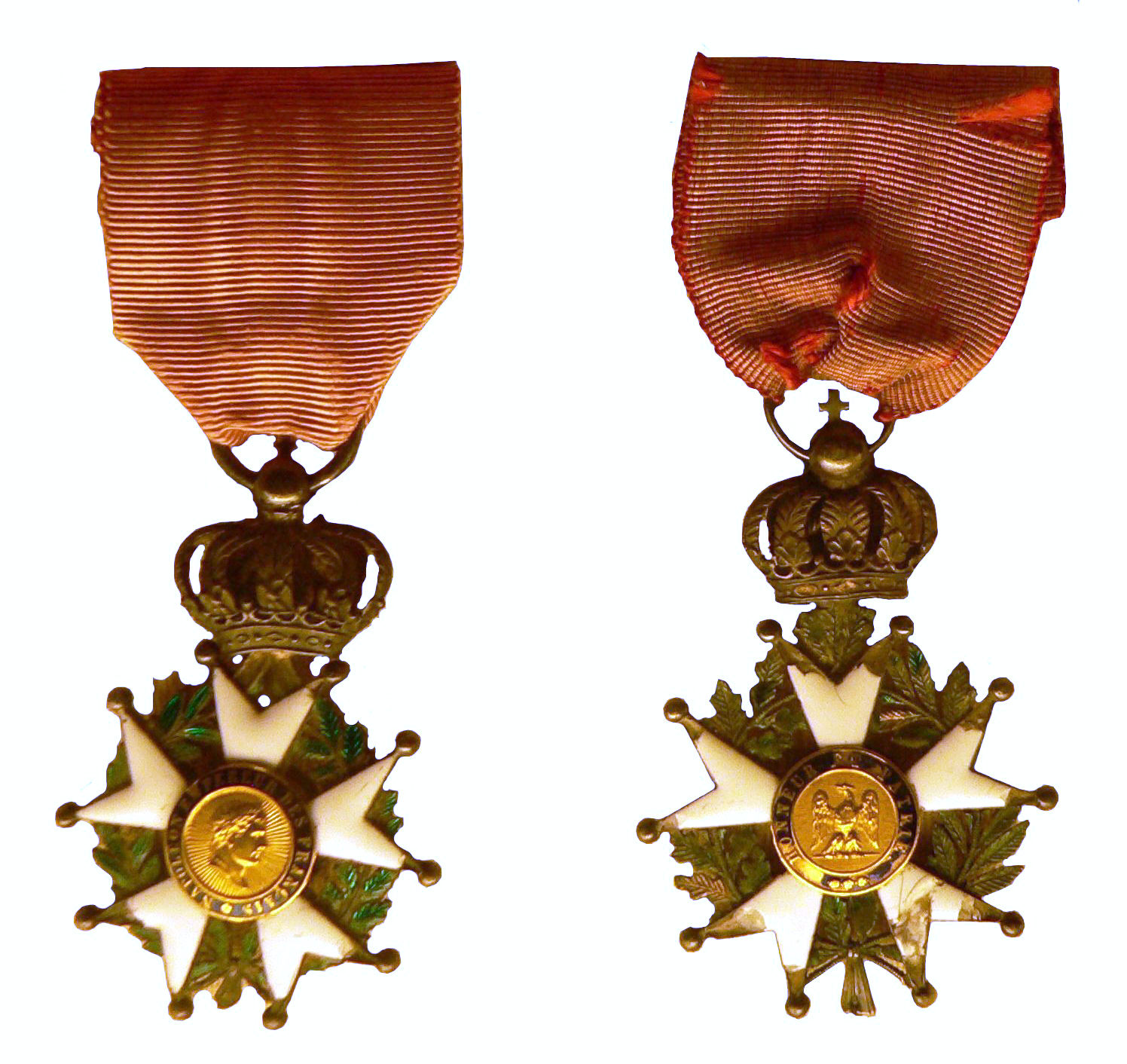
Legionario del tardo impero: sul fronte il profilo di Napoleone e sul retro l'aquila imperiale. Una corona imperiale unisce la croce e il nastro
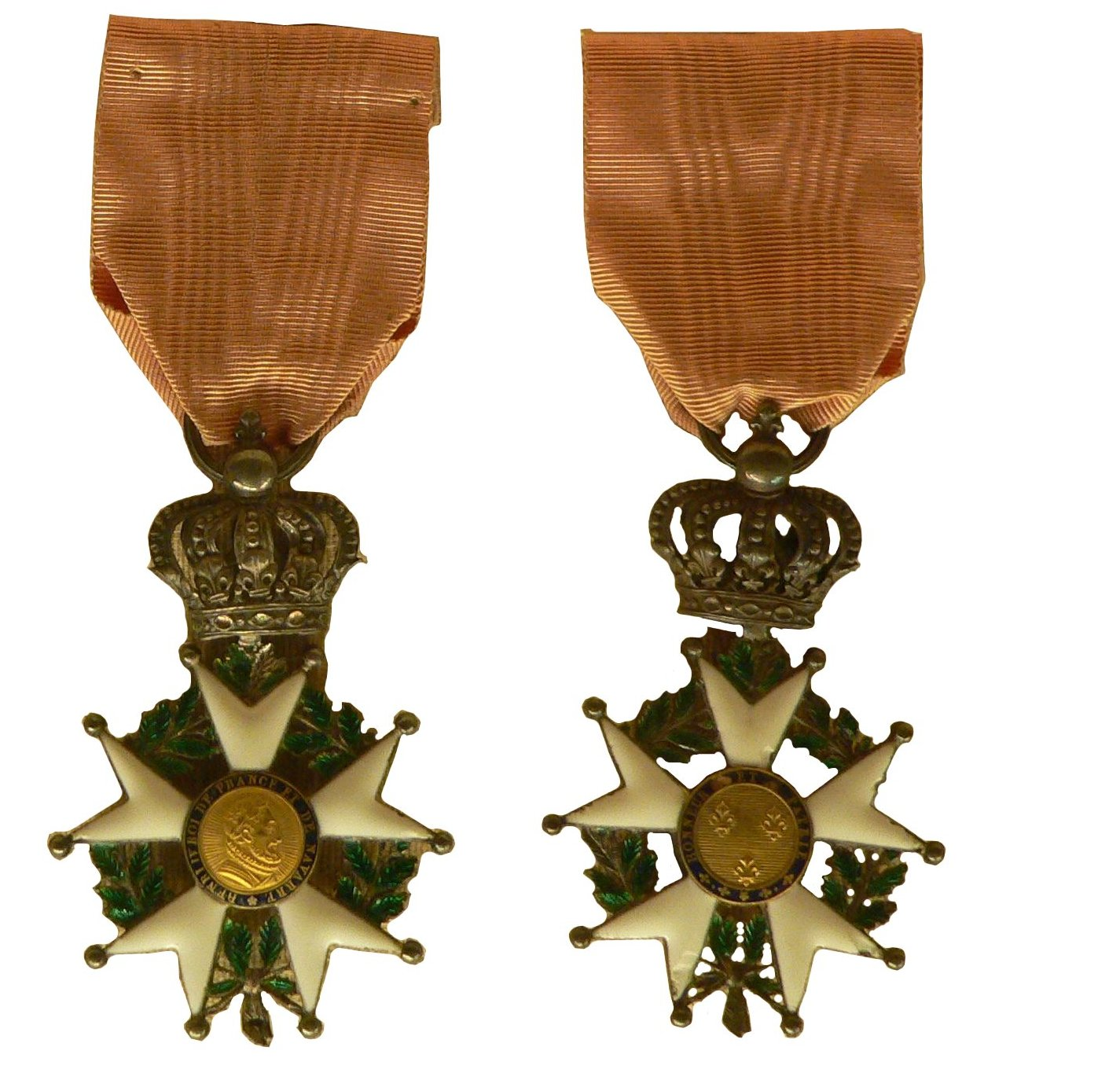
Luigi XVIII (1814) Cavalieri: il fronte rappresenta il profilo di Enrico IV e sul retro le insegne del regno di Francia (tre fiordalisi). Una corona reale unisce la croce con il nastro
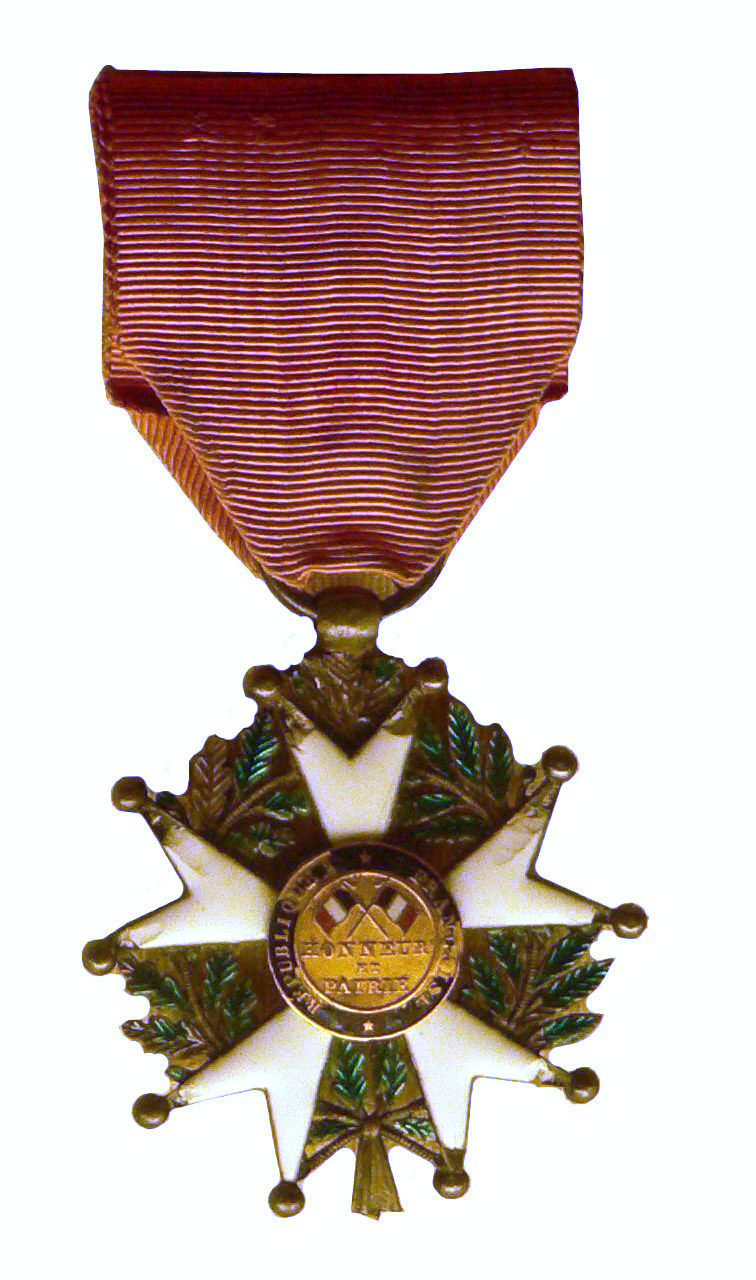
Retro della croce repubblicana, con la bandiera e lo stendardo presidenziale francesi incrociati
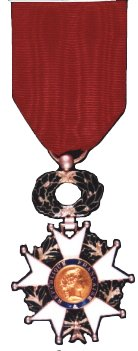
Insegna da Cavaliere della quinta repubblica: al centro rappresentazione della Marianna. Una corona di alloro unisce la croce con il nastro

## Palazzo e museo delle Legion d'onore

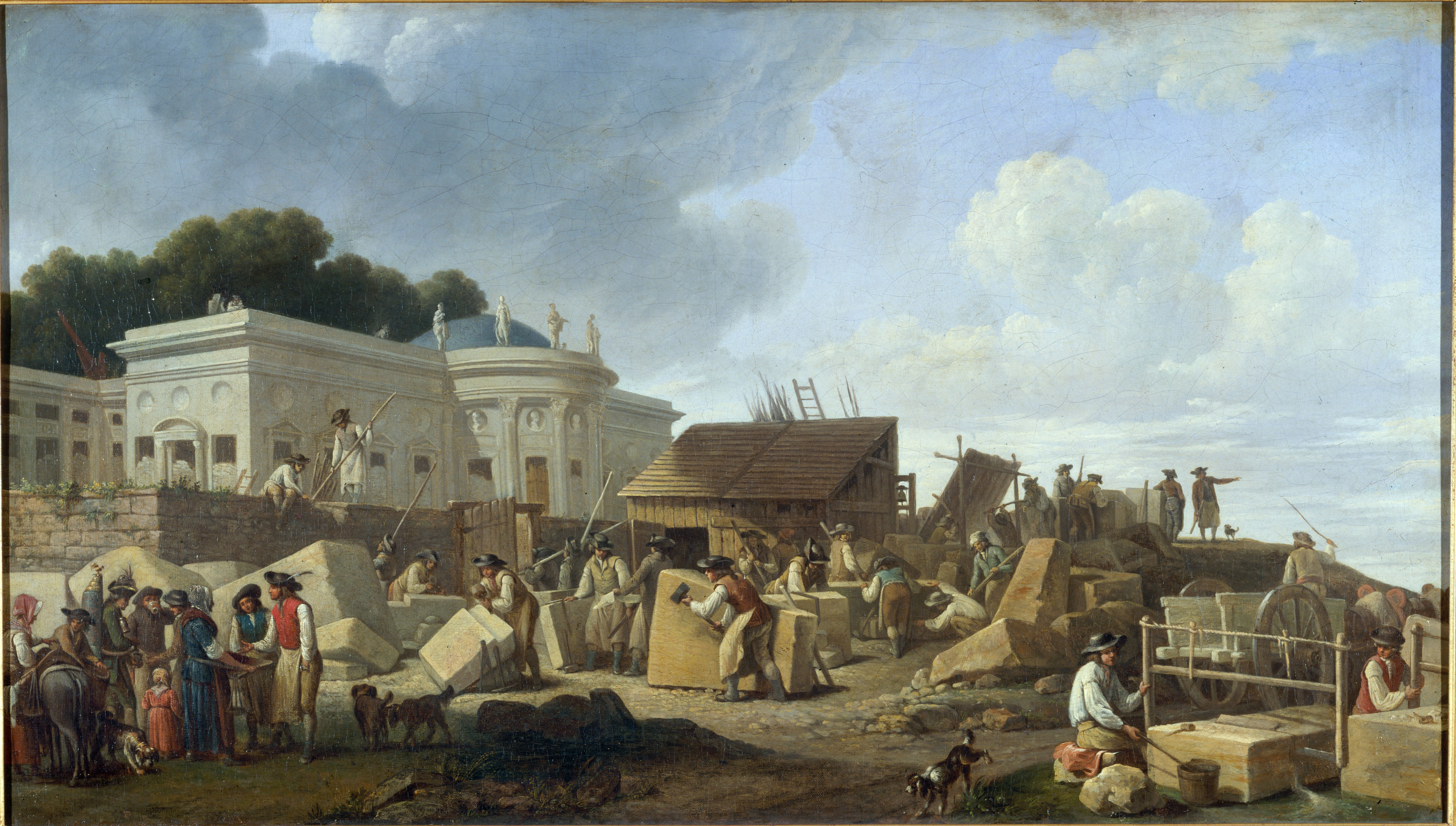
Costruzione dell'originale Hôtel de Salm

Il Musée national de la Légion d'Honneur (Museo nazionale della Legion d'onore) è ospitato nell'Hôtel de Salm sulla riva sinistra della Senna a Parigi, altrimenti conosciuto come Palais de la Légion d'honneur (Palazzo della Legion d'onore). Fu eretto fra il 1782 e il 1787 su progetto dell'architetto Pierre Rosseau per il principe tedesco Federico III di Salm-Kyrburg. Il governo rivoluzionario nazionalizzò il palazzo e dal 13 maggio 1804 divenne la sede dell'appena creata Legion d'onore. Fu distrutto da un incendio sotto la Comune di Parigi, ma venne ricostruito anche con i fondi raccolti dai legionari e da coloro che avevano ricevuto medaglie militari. Un'imitazione di questo edificio fu costruita a San Francisco (California Palace of the Legion of Honor), e attualmente ospita anche un museo.
L'indirizzo del palazzo è:
2, rue de la Légion d'honneur
F-75007 Paris
Aperto tutti i giorni (escluso il lunedì) 14:00 - 17:00
RER: Musée d'Orsay (di fronte all'ingresso principale del Museo d'Orsay)

## Amministratori dell'ordine
- Gran maestro: Emmanuel Macron
- Gran cancelliere: Benoît Puga
- Segretario generale: Jacques Carrère

## Insigniti notabili
A
- Giacomo Acerbo, economista e politico italiano; commendatore.
- Salvatore Adamo, cantautore (francofono) italo-belga; ufficiale dal 2005.
- Isabelle Adjani, attrice francese; cavaliere dal 2010.
- Ali Amini, politico e diplomatico iraniano; gran croce dal 1962.
- Jacques Anquetil, ciclista francese; cavaliere dal 25 ottobre 1966.
- Leo Apotheker, softwarista tedesco; cavaliere dal dicembre 2007.
- Rand Araskog; cavaliere dal 1987.
- Giorgio Armani, stilista italiano; cavaliere dal luglio 2008.
- Corrado Augias, giornalista e scrittore italiano, corrispondente per la Rai da Parigi; cavaliere dal 2007; onorificenza restituita da Augias nel dicembre 2020 in segno di protesta contro il conferimento della medesima onorificenza al dittatore egiziano al-Sisi.
- Giacinto Avenati, generale del Regno d'Italia (1861-1946); commendatore dal 1860.
- Alberto II del Belgio, re del Belgio; gran croce.
- Alberto II di Monaco, principe sovrano del Principato di Monaco; gran croce dal 2006.

B
- Beatrice dei Paesi Bassi, principessa dei Paesi Bassi; gran croce dal 1984.
- Amitabh Bachchan, attore e musicista indiano; cavaliere dal 2007.
- Paul Baggio, pittore, scultore, ceramista, restauratore; cavaliere dal 1978.
- Albert Baratier, militare ed esploratore francese; commendatore dal 1913.
- Daniel Barenboim, pianista e direttore d'orchestra argentino, grande ufficiale dal 2011
- Antonio Beffa Negrini, militare italiano; cavaliere dal 1808.
- Vincenzo Bellini, compositore catanese; cavaliere dal 1835.
- Íngrid Betancourt, politica franco-colombiana, ostaggio liberato dopo sei anni di prigionia presso i rivoluzionari colombiani; dama dal luglio 2008.
- Pròsper de Bofarull, archivista e storico spagnolo; cavaliere dell'ordine orleanista dal 1847.
- Louise Bonadio, avvocata ed editrice svizzera e italiana; ufficiale dal 2006.
- Walter Bonatti, alpinista; ufficiale dal 2000.
- Emma Bonino, politica italiana; commendatore dal 2009.
- Frank Buckles, ultimo sopravvissuto statunitense della prima guerra mondiale; cavaliere dal 1999.
- Bronisław Komorowski, ex Presidente della Polonia; gran croce dal 2012.
- Elisabetta Belloni, diplomatica italiana; dama dal 2007.

C
- Carlo XVI Gustavo di Svezia, re di Svezia; gran croce.
- Carlo III del Regno Unito, re del Regno Unito di Gran Bretagna e Irlanda del nord; gran croce dal 1982.
- Roberto Calasso, editore e scrittore italiano; cavaliere dal 2008.
- Pierre-Athanase Chauvin, pittore francese; cavaliere dal 1828.
- Jules Chéret, pubblicitario e pittore francese; grand'ufficiale dal 1926.
- Luigi Chialiva, architetto e pittore italo-svizzero.
- Maria Grazia Chiuri, stilista italiana; cavaliere nel 2019.
- Henri Claudel, generale di divisione francese; cavaliere dal 1910; commendatore dal 1920; grand'ufficiale dal 1926; gran croce dal 1933.
- Massimo Colesanti, scrittore, critico e saggista italiano.

D
- Alain de Boissieu, generale francese, Gran Cancelliere dell'Ordine (1975-1981).
- Alfred de Dreux, pittore francese, cavaliere dal 16 agosto 1857.
- Dalida, cantante francofona italo-francese.
- Eduardo De Filippo, drammaturgo e attore italiano, cavaliere dal 28 luglio 1953.
- Robert De La Rouchefoucauld, partigiano e sindaco francese, cavaliere.
- Massimo D'Alema, politico italiano, grand'ufficiale dal dicembre 2001.
- Charles-François Daubigny pittore francese, cavaliere.
- Louis Nicolas Davout, gran croce.
- Mian Hayaud Din, maggiore generale delle armate americane in Pakistan; commendatore dal 1958.
- Céline Dion, cantante canadese; dama dal maggio 2008.
- Mario D'Urso, banchiere internazionale d'investimenti e sottosegretario al commercio; ufficiale dal 1998; primo presidente della Section de la Société des Membres de la Légion d'Honneur en Italie et au Saint-Siège dal 2010 al 2015.
- Didier Deschamps, allenatore ed ex calciatore: cavaliere dal 1998, ufficiale dal 2018.
- Bob Dylan, cantautore e musicista statunitense; cavaliere nel 2013.[3]
- Philippe Daverio, antropologo culturale, cavaliere dal 2013.

E
- Clint Eastwood, attore statunitense e regista; cavaliere dal febbraio 2007.
- Dwight D. Eisenhower, generale statunitense e presidente degli Stati Uniti d'America; gran croce dal 1943.
- Elisabetta II d'Inghilterra, regina del Regno Unito; gran croce dal 1948.
- Enrico di Lussemburgo, granduca di Lussemburgo; gran croce da marzo 2015.

F
- Farah Pahlavi, ex imperatrice consorte dell'Iran; gran croce dal 1963.
- Principe Filippo, duca di Edimburgo, principe consorte del Regno Unito; gran croce da aprile 1957.
- Gustave Flaubert, scrittore francese; cavaliere dal 1866.
- Giustino Fortunato, magistrato e politico; gran croce di grand cordon.
- Dario Franceschini, scrittore e ministro della cultura italiano; cavaliere dal 2017.
- Filippo VI di Spagna, re di Spagna; gran croce dal 2009.
- Filippo del Belgio, re dei Belgi; gran croce dal 2014.
- Annie Féolde, executive chef francese del ristorante Enoteca Pinchiorri di Firenze; cavaliere dal 2017.

G
- François Jules Edmond Got, attore francese, cavaliere dal 1881.
- Giovanni di Lussemburgo, ex granduca di Lussemburgo; gran croce.
- Sivaji Ganesan, attore indiano; cavaliere dal 22 aprile 1995.
- Valentino Garavani, stilista italiano; cavaliere dal luglio 2006.[4]
- Adoor Gopalakrishnan, regista indiano; cavaliere nel 2003.
- Eugène Grasset, grafico e pubblicitario francese; ufficiale dal 1911.
- Guglielmo Alessandro dei Paesi Bassi, re dei Paesi Bassi; gran croce 2014.
- Jean-Paul Gut, imprenditore francese; cavaliere nel 2003.
- Diego Guicciardi, senatore del Regno d'Italia 1809.

H
- Randa Habib, direttore delle poste di Amman, Giordania; dama dal luglio 2008.
- Toomas Hendrik Ilves, ex presidente dell'Estonia; commendatore nel 2001.
- Angus Houston, capitano dell'aviazione australiana; commendatore nel 2007.
- Robert Hossein, attore, regista e sceneggiatore francese; commendatore dal 2005.
- Harald V di Norvegia, re di Norvegia; gran croce.

I
- Guglielmo Imperiali di Francavilla, ambasciatore italiano; ufficiale dal 1901.
- Rioko Ikeda, mangaka e soprano giapponese, autrice del Manga Lady Oscar; dama dal 2008.

J
- Thorbjørn Jagland, politico norvegese, ex primo ministro di stato; commendatore dal 25 ottobre 2013.
- Richard Jenrette, banchiere statunitense; cavaliere nel 1996.
- Quincy Jones, produttore e musicista statunitense; cavaliere dal marzo 2001.
- Juan Carlos I di Spagna, ex re di Spagna; gran croce dal giugno del 1978.

K
- Jonas Kaufmann, tenore tedesco, cavaliere dal gennaio 2024.
- Daniel Ken Inouye, senatore statunitense per le Hawaii, veterano della seconda guerra mondiale, cavaliere dal novembre 2007.
- Akira Kurosawa, regista cinematografico giapponese; cavaliere nel 1984.
- Im Kwon-taek, regista sudcoreano; cavaliere dal dicembre 2007.

L
- Louis Nicolas Lemasle, pittore francese, cavaliere nel 1825.
- Enrico Letta, politico italiano e direttore della scuola di scienze politiche di Parigi, commendatore dal marzo del 2016.
- Guadalupe Loaeza, scrittore messicano; cavaliere nel 2003.
- David Lynch, regista statunitense; cavaliere dall'ottobre 2007.

M
- Milan Kundera; scrittore ceco, insignito nel 1990.
- Margherita II di Danimarca; regina di Danimarca; gran croce 1978.
- Marcelo Rebelo de Sousa, presidente della Repubblica portoghese; gran croce 2016.
- Mary Cassatt, pittrice americana; una delle maggiori rappresentanti dell'arte impressionistica.
- Mathilde d'Udekem d'Acoz, regina consorte dei Belgi; gran croce 2018.
- Mauricio Macri, presidente dell'Argentina; gran croce 2016.
- Douglas MacArthur, generale statunitense; gran croce.
- Paul McCartney, ex membro dei Beatles; ufficiale dal 2012.
- Édouard Manet, pittore impressionista; insignito nel 1881.
- Giovanna Melandri, politica italiana; ufficiale dal 2003.
- Hendrik Willem Mesdag, pittore, cavaliere.
- Milva, cantante e attrice italiana; cavaliere da dicembre 2008.
- Foresto Umberto Moggi, tenente colonnello della Marina Italiana, cavaliere insignito nel maggio 1935.
- Festus Mogae, presidente del Botswana; cavaliere dal marzo 2008.
- John Monash, generale australiano; grand'ufficiale durante la prima guerra mondiale.
- Luc Montagnier, medico, biologo e virologo francese, grand'ufficiale dal 2009.
- Ennio Morricone, compositore, musicista e direttore d'orchestra italiano; cavaliere dal marzo 2009.
- Louis Mountbatten, 1º conte Mountbatten di Burma; gran croce dal 1946.
- Riccardo Muti, direttore d'orchestra italiano; commendatore dal gennaio 2024.
- Muhammad VI del Marocco, re del Marocco; gran croce 2000.
- Sergio Mattarella, Presidente della Repubblica Italiana; gran croce 2021.
- Laura Mattarella, figlia del Presidente della Repubblica Italiana Sergio Mattarella; grand'Ufficiale 2021.
- Steve Mandanda, portiere dell'Olympique de Marseille e della Nazionale di calcio della Francia.
- Máxima dei Paesi Bassi, regina dei Paesi Bassi; gran croce 2023.

N
- Nur di Giordania, ex Regina consorte di Giordania; gran croce.
- Philippe Noiret, attore francese; cavaliere nel 2006.
- Giorgio Napolitano, ex Presidente della Repubblica Italiana; gran croce 2012.

O
- Sir Laurence Olivier, attore britannico; ufficiale.
- Luigi Onofri, generale dell'aeronautica italiana; ufficiale.
- Makoto Ōoka, poeta e critico letterario giapponese; ufficiale dal 2004.
- Nuccio Ordine, filosofo italiano, cavaliere nel 2014.

P
- Domenico Palombo, chirurgo vascolare italiano, cavaliere nel 2005.
- Robert Parker, enologo statunitense; ufficiale nel 2005.
- Prokopīs Paulopoulos, Presidente della Repubblica Ellenica; gran croce 2015
- Malik Peiris, professore dello Sri Lanka, cavaliere dall'ottobre 2007.
- Marija Pejčinović Burić, Segretaria Generale del Consiglio d'Europa; Dama dal 14 luglio 2024
- Lorenzo Pellicioli, Amministratore Delegato del Gruppo De Agostini, insignito il 3 aprile 2017.
- Shimon Peres, presidente di Israele; cavaliere dal marzo 2008.
- David Petraeus, comandante statunitense; cavaliere.
- Harold Pinter, commediografo inglese premio Nobel per la letteratura.
- Giuliano Pisapia, politico italiano; ufficiale dall'11 febbraio 2015.
- Paul Pogba, calciatore francese; cavaliere dal dicembre 2018.
- Elvira Popescu, attrice teatrale e cinematografica, commendatore nel 1989.
- Paolo Portoghesi, architetto, critico d'arte italiano, cavaliere nel 2010.
- Stefania Prestigiacomo, politica italiana più volte ministro; ufficiale dal giugno 2013.
- Vladimir Putin, presidente della Russia; cavaliere nel 2006.

Q
- Fabio Quartararo, pilota motociclistico francese; cavaliere nel 2022.[2]

R
- Luigi Arialdo Radicati di Brozolo, fisico teorico; cavaliere nel 1994.
- Joseph Ratzinger, cardinale (poi eletto papa col nome di Benedetto XVI), commendatore nel 1998.
- Satyajit Ray, produttore cinematografico indiano; cavaliere nel 1987.
- Emilio Riva, imprenditore italiano; cavaliere nel 2005.
- Augusto Rollandin, politico italiano, cavaliere dal 1992, e ufficiale dal 26 settembre 2012.
- Francesco Rosi, regista italiano; cavaliere da marzo 2009.
- J. K. Rowling, scrittrice inglese; cavaliere dal 3 febbraio 2009.

S
- Arnold Schwarzenegger, attore e politico statunitense; cavaliere dal 4 aprile 2011.
- Liliana Segre, insignita nel 2020.
- Jacques Séguéla, pubblicitario francese; ufficiale dal 2008.
- Simon Serfaty, professore degli Studi internazionali dell'Old Dominion University; cavaliere dal luglio 2008.
- Charles Norman Shay, militare statunitense; cavaliere dal novembre 2007.
- Alek Skarlatos, militare statunitense; cavaliere dall'agosto 2015.
- Patti Smith, cantautrice, poetessa e artista statunitense; cavaliere dal 2022.
- Giovanni Soldini, velista italiano; cavaliere dal 2002.
- Steven Spielberg, regista statunitense; cavaliere dal maggio 2008.
- Paolo Spingardi, generale e Ministro della Guerra (1909-1914) italiano.
- Ross Steele, autore e accademico australiano; cavaliere nel 1996.
- Barbra Streisand, cantante e attrice americana; cavaliere dal giugno 2007.
- Silvia Sommerlath, regina consorte di Svezia; gran croce.
- Sofia di Grecia, ex regina consorte di Spagna; gran croce.
- Sauli Niinistö, presidente della Finlandia; gran croce 2013.

T
- Antonio Tajani, politico e giornalista italiano; cavaliere nel 2012.
- Josip Broz Tito, ex presidente della Jugoslavia; gran croce nel 1956.
- David Trezeguet, ex calciatore francese; cavaliere nel 1998.
- Lap-Chee Tsui, professore di Hong Kong, cavaliere dall'ottobre 2007.

V
- Galyani Vadhana, principessa della Thailandia; grand'ufficiale dal 25 dicembre 2007.
- Franco Venturini (Giornalista), giornalista ed esperto di questioni internazionali; cavaliere nel 2005.
- Giovanni Villata, generale del Regno Italico; ufficiale nel 1811.
- Vittorio Emanuele III di Savoia; ottobre 1903.
- Marie-Berthe Vittoz, docente di lingua francese all'Università di Torino.[5]
- Alessandro Volta, fisico italiano, inventore della pila e scopritore del gas metano, cavaliere nel 1805 (vedi "Recherche dans la base Léonore - Patronymes del Légionnaires ").

W
- Joe Walsh, ministro dell'Agricoltura irlandese, gran croce dal settembre 2002.
- Harvey Weinstein, produttore cinematografico statunitense, cavaliere dal 2 marzo 2012.[6]

Personaggi immaginari
- Sherlock Holmes, insignito dell'Ordine della Legion d'onore nel racconto L'avventura degli occhialini d'oro.

## Rifiuti
Si sono talora avuti rifiuti o restituzioni eclatanti. Sono fra questi.:
- il compositore Hector Berlioz, in credito di 3 000 franchi dallo Stato.
- gli scienziati Pierre e Marie Curie (l'una dichiarò che gli scienziati si occupano delle cose, non delle persone; l'altro disse di non ravvisare la necessità dell'onorificenza).
- la scrittrice George Sand, che non voleva assumere «l'aria di una vecchia cantiniera».[8]
- gli scrittori Simone de Beauvoir e Jean-Paul Sartre (che rifiutò anche il premio Nobel).
- lo scrittore Marcel Aymé, che rifiutò la Legion d'onore con disprezzo.
- l'attore Bourvil, per modestia.
- i cantautori Georges Brassens e Léo Ferré.
- il politico Philippe Séguin, perché non era stata conferita al padre morto in guerra.
- l'economista Thomas Piketty, affermando che non spetta al governo stabilire chi debba essere onorato.
- l'attrice Sophie Marceau, per protesta contro il conferimento dell'onorificenza, pochi giorni prima, al principe saudita Muhammad bin Nayef, accusato dagli attivisti dei diritti umani di crimini contro l'umanità, in particolare di centinaia di condanne a morte arbitrarie di oppositori politici.
- il giornalista Corrado Augias nel dicembre 2020 ha restituito l'onorificenza, che aveva ricevuto nel settembre 2007, in segno di protesta[9] contro il conferimento del medesimo titolo al presidente egiziano al-Sisi, e in solidarietà a Giulio Regeni, vittima della repressione attuata dal servizio d'intelligence del regime egiziano.[10]
- il sindacalista Sergio Cofferati e l'ex ministra Giovanna Melandri hanno deciso di restituire[11] la Legion d'onore nel dicembre 2020, seguendo l'esempio di Corrado Augias, anch'essi per denunciare che Emmanuel Macron avrebbe calpestato i diritti umani concedendo l'onorificenza al dittatore egiziano al-Sisi.